# NGC 365
NGC 365 je galaksija u zviježđu Kipar.

## Vanjske poveznice
- SEDS: NGC 365